# Svenska mästerskapen i dressyr 1990
Svenska mästerskapen i dressyr 1990 avgjordes i Skövde. Tävlingen var den 40:e upplagan av Svenska mästerskapen i dressyr.

## Resultat
| Placering | Ryttare                   | Häst        |
| --------- | ------------------------- | ----------- |
| 1         | Louise Nathhorst          | LRF Dante   |
| 2         | Louise Nathhorst          | Chirac      |
| 3         | Liane Wachtmeister        | Elixir      |
| 4         | Annica Westerberg         | Taktik      |
| 5         | Eva-Karin Oscarsson-Munck | Lille Claus |
| 6         | Ann Behrenfors            | Milano      |